# Salvatorglocke (Tallinn)

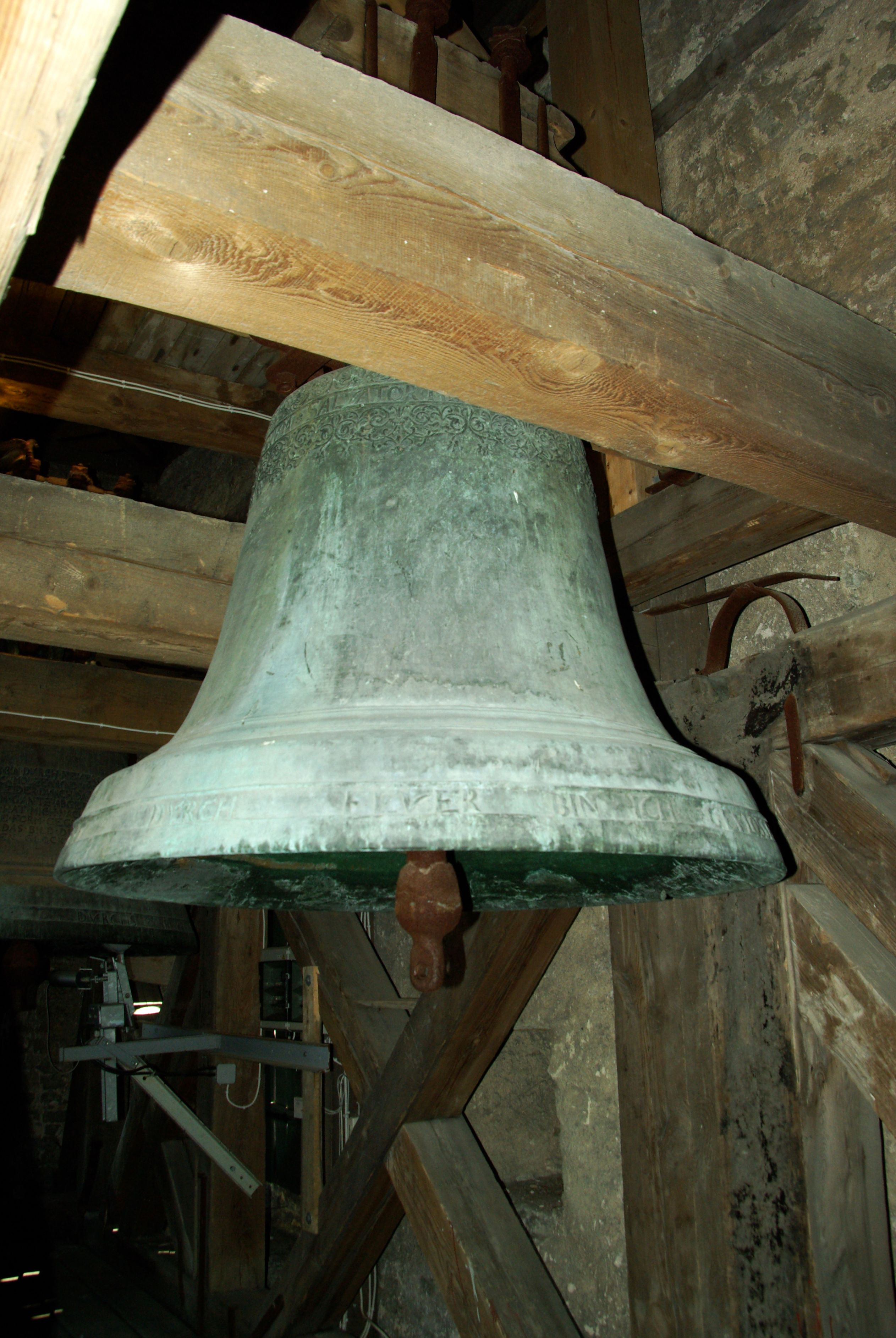
Salvatorglocke

Die Salvatorglocke in Tallinn ist – neben der größeren Marienglocke – eine von zwei Glocken, die der Glockengießer Detlof Riedeweg im Jahr 1685 in Reval (heute Tallinn) für die dortige Domkirche St. Marien goss.

## Geschichte und Beschreibung
Dem Guss der Salvatorglocke ging der Brand der Marienkirche im Jahr 1684 voraus, durch den die Vorgängerglocke in der Gluthitze zerschmolz. Mit dem Erz der zerstörten Glocke schuf Detlof Riedeweg im Folgejahr 1685 den nach dem Erlöser benannten Neuguss.
Die teils in lateinischer Sprache verfasste Inschrift auf der Glocke lautet:

„SALVATOR MEMORAT FUERIT QUAE NOSTRA RUINA

TERTIA POST CINERES EDO REFUSA SONUM.

DURCH FEUER BIN ICH GEFLOSSEN. DETLOF RIEDEWEG

HAT MICH GEGOSSEN IN REVAL l685.“

Eugen von Nottbeck und Wilhelm Neumann beschrieben die Glocke als Kunstdenkmal Anfang des 20. Jahrhunderts in ihrem Werk Geschichte und Kunstdenkmäler der Stadt Reval.
1995 wurde die Glocke als Einzeldenkmal mit der Nummer 1458 in das Nationale Register der Kulturdenkmäler Estlands aufgenommen.